# Olympische Sommerspiele 2004/Fußball
Bei den Olympischen Sommerspielen 2004 in der griechischen Hauptstadt Athen wurden zwei Wettbewerbe im Fußball ausgetragen.
Während beim Frauenturnier die jeweiligen Nationalmannschaften am Start waren, bestritten das Männerturnier Mannschaften mit Altersbeschränkung bis 23 Jahren.
Nach 1928 standen erstmals wieder zwei südamerikanische Mannschaften im Männerfinale, und Argentinien gewann nach zwei Silbermedaillen 1928 und 1996 ohne Gegentor erstmals die Goldmedaille. Erstmals erreichte nur eine europäische Mannschaft das Viertelfinale, in dem zum ersten Mal mindestens je ein Vertreter jeder Konföderation vertreten war. Erstmals nach 1968 erreichte mit dem Irak auch wieder eine asiatische Mannschaft das Halbfinale.

## Spielorte
Die Spiele wurden im Pankritio-Stadion in Iraklio auf Kreta, im Pampeloponnisiako Stadio in Patras, im Karaiskakis-Stadion in Athen, im Kaftanzoglio-Stadion in Thessaloniki und im Panthessaliko Stadio in Volos, sowie in Athen im Olympiastadion Spiridon Luis (nur Endspiel) ausgetragen.
| Iraklio |

| Patras |

| Thessaloniki |

| Volos |

| Athen |

| Iraklio |

| Patras |

| Thessaloniki |

| Volos |

| Athen |

## Männerturnier

### Gruppenphase

#### Gruppe A
|                                              |   |          |           |
| 11. August 2004 um 20:30 Uhr in Thessaloníki |   |          |           |
| Griechenland                                 | – | Südkorea | 2:2 (0:1) |
| 11. August 2004 um 20:30 Uhr in Volos        |   |          |           |
| Mali                                         | – | Mexiko   | 0:0       |
| 14. August 2004 um 20:30 Uhr in Athen        |   |          |           |
| Südkorea                                     | – | Mexiko   | 1:0 (1:0) |
| 14. August 2004 um 20:30 Uhr in Thessaloníki |   |          |           |
| Griechenland                                 | – | Mali     | 0:2 (0:2) |
| 17. August 2004 um 20:30 Uhr in Thessaloníki |   |          |           |
| Südkorea                                     | – | Mali     | 3:3 (0:2) |
| 17. August 2004 um 20:30 Uhr in Volos        |   |          |           |
| Griechenland                                 | – | Mexiko   | 2:3 (0:0) |

| Pl. | Land         | Sp. | S | U | N | Tore    | Diff. | Punkte |
| --- | ------------ | --- | - | - | - | ------- | ----- | ------ |
| 1.  | Mali         | 3   | 1 | 2 | 0 | 005:300 | +2    | 05     |
| 2.  | Südkorea     | 3   | 1 | 2 | 0 | 006:500 | +1    | 05     |
| 3.  | Mexiko       | 3   | 1 | 1 | 1 | 003:300 | ±0    | 04     |
| 4.  | Griechenland | 3   | 0 | 1 | 2 | 004:700 | −3    | 01     |

#### Gruppe B
|                                              |   |         |           |
| 12. August 2004 um 20:30 Uhr in Thessaloníki |   |         |           |
| Paraguay                                     | – | Japan   | 4:3 (3:1) |
| 12. August 2004 um 20:30 Uhr in Volos        |   |         |           |
| Ghana                                        | – | Italien | 2:2 (2:0) |
| 15. August 2004 um 20:30 Uhr in Thessaloníki |   |         |           |
| Paraguay                                     | – | Ghana   | 1:2 (0:0) |
| 15. August 2004 um 20:30 Uhr in Volos        |   |         |           |
| Japan                                        | – | Italien | 2:3 (1:3) |
| 18. August 2004 um 20:30 Uhr in Athen        |   |         |           |
| Paraguay                                     | – | Italien | 1:0 (1:0) |
| 18. August 2004 um 20:30 Uhr in Volos        |   |         |           |
| Japan                                        | – | Ghana   | 1:0 (1:0) |

| Pl. | Land     | Sp. | S | U | N | Tore    | Diff. | Punkte |
| --- | -------- | --- | - | - | - | ------- | ----- | ------ |
| 1.  | Paraguay | 3   | 2 | 0 | 1 | 006:500 | +1    | 06     |
| 2.  | Italien  | 3   | 1 | 1 | 1 | 005:500 | ±0    | 04     |
| 3.  | Ghana    | 3   | 1 | 1 | 1 | 004:400 | ±0    | 04     |
| 4.  | Japan    | 3   | 1 | 0 | 2 | 006:700 | −1    | 03     |

#### Gruppe C
|                                         |   |                        |           |
| 11. August 2004 um 20:30 Uhr in Iraklio |   |                        |           |
| Tunesien                                | – | Australien             | 1:1 (0:1) |
| 11. August 2004 um 20:30 Uhr in Patras  |   |                        |           |
| Argentinien                             | – | Serbien und Montenegro | 6:0 (4:0) |
| 14. August 2004 um 20:30 Uhr in Iraklio |   |                        |           |
| Serbien und Montenegro                  | – | Australien             | 1:5 (0:2) |
| 14. August 2004 um 20:30 Uhr in Patras  |   |                        |           |
| Argentinien                             | – | Tunesien               | 2:0 (1:0) |
| 17. August 2004 um 20:30 Uhr in Athen   |   |                        |           |
| Argentinien                             | – | Australien             | 1:0 (1:0) |
| 17. August 2004 um 20:30 Uhr in Patras  |   |                        |           |
| Serbien und Montenegro                  | – | Tunesien               | 2:3 (0:1) |

| Pl. | Land                   | Sp. | S | U | N | Tore    | Diff. | Punkte |
| --- | ---------------------- | --- | - | - | - | ------- | ----- | ------ |
| 1.  | Argentinien            | 3   | 3 | 0 | 0 | 009:000 | +9    | 09     |
| 2.  | Australien             | 3   | 1 | 1 | 1 | 006:300 | +3    | 04     |
| 3.  | Tunesien               | 3   | 1 | 1 | 1 | 004:500 | −1    | 04     |
| 4.  | Serbien und Montenegro | 3   | 0 | 0 | 3 | 003:140 | −11   | 0      |

#### Gruppe D
|                                         |   |          |           |
| 12. August 2004 um 20:30 Uhr in Iraklio |   |          |           |
| Costa Rica                              | – | Marokko  | 0:0       |
| 12. August 2004 um 20:30 Uhr in Patras  |   |          |           |
| Irak                                    | – | Portugal | 4:2 (2:2) |
| 15. August 2004 um 20:30 Uhr in Athen   |   |          |           |
| Costa Rica                              | – | Irak     | 0:2 (0:0) |
| 15. August 2004 um 20:30 Uhr in Iraklio |   |          |           |
| Marokko                                 | – | Portugal | 1:2 (0:1) |
| 18. August 2004 um 20:30 Uhr in Iraklio |   |          |           |
| Costa Rica                              | – | Portugal | 4:2 (0:1) |
| 18. August 2004 um 20:30 Uhr in Patras  |   |          |           |
| Marokko                                 | – | Irak     | 2:1 (0:0) |

| Pl. | Land       | Sp. | S | U | N | Tore    | Diff. | Punkte |
| --- | ---------- | --- | - | - | - | ------- | ----- | ------ |
| 1.  | Irak       | 3   | 2 | 0 | 1 | 007:400 | +3    | 06     |
| 2.  | Costa Rica | 3   | 1 | 1 | 1 | 004:400 | ±0    | 04     |
| 3.  | Marokko    | 3   | 1 | 1 | 1 | 003:300 | ±0    | 04     |
| 4.  | Portugal   | 3   | 1 | 0 | 2 | 006:900 | −3    | 03     |

### Viertelfinale
|                                              |   |            |           |
| 21. August 2004 um 18:00 Uhr in Athen        |   |            |           |
| Mali                                         | – | Italien    | 0:1 n. V. |
| 21. August 2004 um 18:00 Uhr in Iraklio      |   |            |           |
| Irak                                         | – | Australien | 1:0 (0:0) |
| 21. August 2004 um 21:00 Uhr in Patras       |   |            |           |
| Argentinien                                  | – | Costa Rica | 4:0 (2:0) |
| 21. August 2004 um 21:00 Uhr in Thessaloníki |   |            |           |
| Paraguay                                     | – | Südkorea   | 3:2 (1:0) |

### Halbfinale
|                                              |   |             |           |
| 24. August 2004 um 18:00 Uhr in Athen        |   |             |           |
| Italien                                      | – | Argentinien | 0:3 (0:1) |
| 24. August 2004 um 21:00 Uhr in Thessaloníki |   |             |           |
| Irak                                         | – | Paraguay    | 1:3 (0:2) |

### Spiel um Bronze
|                                              |   |      |           |
| 27. August 2004 um 20:30 Uhr in Thessaloníki |   |      |           |
| Italien                                      | – | Irak | 1:0 (1:0) |

### Finale
| Paarung        | Argentinien – Paraguay |
| Ergebnis       | 1:0 (1:0) |
| Datum          | 28. August 2004 |
| Stadion        | Olympiastadion, Athen |
| Zuschauer      | 41.116 |
| Schiedsrichter | Kyros Vassaras ( Griechenland) |
| Tore           | 1:0 Carlos Tévez (18.) |
| Argentinien    | Germán Lux – Roberto Ayala , Fabricio Coloccini, Gabriel Heinze, Javier Mascherano – Andrés D’Alessandro, Luis González, Mauro Rosales, César Delgado (76. Clemente Rodríguez) – Carlos Tévez, Kily González Cheftrainer: Marcelo Bielsa                                              |
| Paraguay       | Diego Barreto – Emilio Martínez, Julio Manzur, Carlos Gamarra , Celso Esquivel (76. Julio González) – Aureliano Torres, Édgar Barreto (72. Ernesto Cristaldo), Diego Figueredo, Julio César Enciso (63. Osvaldo Díaz) – Pablo Giménez, Fredy Bareiro Cheftrainer: Carlos Jara Saguier |
| Gelbe Karten   | K. González – Gamarra, Manzur, Esquivel, Figueredo, Torres, J. González |
| Platzverweise  | keine – Figueredo (82.) |
|                | keine – Martínez (66.) |

### Medaillenränge
| Rang             | Medaillengewinner |
| ---------------- | --- |
| Gold Argentinien | Andrés D’Alessandro, Roberto Ayala, Nicolás Burdisso, Willy Caballero (TW), Fabricio Coloccini, César Delgado, Leandro Fernández, Luciano Figueroa, Gabriel Heinze, Kily González, Luis González, Mariano González, Germán Lux (TW), Javier Mascherano, Nicolás Medina, Clemente Rodríguez, Gonzalo Rodríguez, Maxi Rodríguez, Mauro Rosales, Javier Saviola, Óscar Ustari (TW), Carlos Tévez Trainer: Marcelo Bielsa         |
| Silber Paraguay  | Fredy Bareiro, Diego Barreto (TW), Édgar Barreto, Pedro Benítez, Ever Caballero (TW), José Saturnino Cardozo, Ernesto Cristaldo, José Devaca, Osvaldo Díaz, Julio César Enciso, Celso Esquivel, Diego Figueredo, Carlos Gamarra, Pablo Giménez, Julio González, Julio Manzur, Víctor Mareco, Emilio Martínez, Rodrigo Romero (TW), Roque Santa Cruz, Aureliano Torres, Nelson Valdez Trainer: Carlos Jara Saguier             |
| Bronze Italien   | Marco Amelia (TW), Federico Agliardi (TW), Alberto Aquilani, Andrea Barzagli, Rolando Bianchi, Daniele Bonera, Cesare Bovo, Giorgio Chiellini, Marco Donadel, Matteo Ferrari, Andrea Gasbarroni, Alberto Gilardino, Giandomenico Mesto, Emiliano Moretti, Simone Del Nero, Angelo Palombo, Ivan Pelizzoli (TW), Giampiero Pinzi, Andrea Pirlo, Alessandro Potenza, Daniele De Rossi, Giuseppe Sculli Trainer: Claudio Gentile |

### Schiedsrichter
- Kyros Vassaras (4 Spiele)
- Carlos Batres (3 Spiele)
- Jorge Larrionda (3 Spiele)
- Éric Poulat (3 Spiele)
- Carlos Torres (3 Spiele)
- Essam Abd el-Fatah (2 Spiele)
- Benito Archundia (2 Spiele)
- Charles Ariiotima (2 Spiele)
- Massimo De Santis (2 Spiele)
- Horacio Elizondo (2 Spiele)
- Divine Evehe (2 Spiele)
- Claus Bo Larsen (2 Spiele)
- Subkhiddin Mohd Salleh (2 Spiele)

### Beste Torschützen
| Rang | Spieler                | Tore |
| ---- | ---------------------- | ---- |
| 1    | Carlos Tévez           | 8    |
| 2    | José Saturnino Cardozo | 5    |
| 3    | Fredy Bareiro          | 4    |
|      | Tenema N’Diaye         | 4    |
|      | Alberto Gilardino      | 4    |
| 6    | John Aloisi            | 3    |

## Frauenturnier
Die dritte Austragung des olympischen Frauen-Fußballturniers fand erstmals mit zehn Mannschaften statt. Diese wurden zwei Dreiergruppen und einer Vierergruppe zugeordnet. Neben den Erst- und Zweitplatzierten jeder Gruppe qualifizierten sich noch der dritte der Vierergruppe und der bessere dritte der Dreiergruppen für das Viertelfinale.
Das seit 1996 geltende Mindestalter der Spielerinnen von 16 Jahren wurde aufgehoben.
Die Spiele wurden im Pankritio Stadio in Iraklio (Kreta), im Pampeloponnisiako Stadio in Patras, im Karaiskakis-Stadion in Athen, im Kaftanzoglio-Stadion in Thessaloniki und im Panthessaliko Stadio in Volos ausgetragen. Das Endspiel fand im Gegensatz zum Männerturnier nicht im Olympiastadion Athen statt, sondern im Karaiskakis-Stadion in Athen.
Bei den Frauen kam es im Finale erstmals zu einem Duell Nord- gegen Südamerika, und die US-Spielerinnen konnten nach 1996 zum zweiten Mal die Goldmedaille gewinnen.
Gastgeber Griechenland war die erste Mannschaft, die ohne Torerfolg ausschied.
Für Welt- und Europameister Deutschland blieb wie 4 Jahre zuvor die Bronzemedaille.

### Gruppenphase

#### Gruppe E
|                                       |   |         |           |
| 11. August 2004 um 18:00 Uhr in Volos |   |         |           |
| Schweden                              | – | Japan   | 0:1 (0:1) |
| 14. August 2004 um 18:00 Uhr in Athen |   |         |           |
| Japan                                 | – | Nigeria | 0:1 (0:0) |
| 17. August 2004 um 18:00 Uhr in Volos |   |         |           |
| Schweden                              | – | Nigeria | 2:1 (0:1) |

| Pl. | Land     | Sp. | S | U | N | Tore    | Diff. | Punkte |
| --- | -------- | --- | - | - | - | ------- | ----- | ------ |
| 1.  | Schweden | 2   | 1 | 0 | 1 | 002:200 | ±0    | 03     |
| 2.  | Nigeria  | 2   | 1 | 0 | 1 | 002:200 | ±0    | 03     |
| 3.  | Japan    | 2   | 1 | 0 | 1 | 001:100 | ±0    | 03     |

#### Gruppe F
|                                        |   |        |           |
| 11. August 2004 um 18:00 Uhr in Patras |   |        |           |
| Deutschland                            | – | China  | 8:0 (2:0) |
| 14. August 2004 um 18:00 Uhr in Patras |   |        |           |
| China                                  | – | Mexiko | 1:1 (1:1) |
| 17. August 2004 um 18:00 Uhr in Athen  |   |        |           |
| Deutschland                            | – | Mexiko | 2:0 (1:0) |

| Pl. | Land        | Sp. | S | U | N | Tore    | Diff. | Punkte |
| --- | ----------- | --- | - | - | - | ------- | ----- | ------ |
| 1.  | Deutschland | 2   | 2 | 0 | 0 | 010:000 | +10   | 06     |
| 2.  | Mexiko      | 2   | 0 | 1 | 1 | 001:300 | −2    | 01     |
| 3.  | China       | 2   | 0 | 1 | 1 | 001:900 | −8    | 01     |

#### Gruppe G
|                                              |   |                    |           |
| 11. August 2004 um 18:00 Uhr in Iraklio      |   |                    |           |
| Griechenland                                 | – | Vereinigte Staaten | 0:3 (0:2) |
| 11. August 2004 um 18:00 Uhr in Thessaloníki |   |                    |           |
| Brasilien                                    | – | Australien         | 1:0 (1:0) |
| 14. August 2004 um 18:00 Uhr in Iraklio      |   |                    |           |
| Griechenland                                 | – | Australien         | 0:1 (0:1) |
| 14. August 2004 um 18:00 Uhr in Thessaloníki |   |                    |           |
| Vereinigte Staaten                           | – | Brasilien          | 2:0 (0:0) |
| 17. August 2004 um 18:00 Uhr in Patras       |   |                    |           |
| Griechenland                                 | – | Brasilien          | 0:7 (0:2) |
| 17. August 2004 um 18:00 Uhr in Thessaloníki |   |                    |           |
| Vereinigte Staaten                           | – | Australien         | 1:1 (0:1) |

| Pl. | Land               | Sp. | S | U | N | Tore    | Diff. | Punkte |
| --- | ------------------ | --- | - | - | - | ------- | ----- | ------ |
| 1.  | Vereinigte Staaten | 3   | 2 | 1 | 0 | 006:100 | +5    | 07     |
| 2.  | Brasilien          | 3   | 2 | 0 | 1 | 008:200 | +6    | 06     |
| 3.  | Australien         | 3   | 1 | 1 | 1 | 002:200 | ±0    | 04     |
| 4.  | Griechenland       | 3   | 0 | 0 | 3 | 000:110 | −11   | 0      |

### Viertelfinale
|                                              |   |            |           |
| 20. August 2004 um 18:00 Uhr in Patras       |   |            |           |
| Deutschland                                  | – | Nigeria    | 2:1 (0:0) |
| 20. August 2004 um 18:00 Uhr in Thessaloníki |   |            |           |
| Vereinigte Staaten                           | – | Japan      | 2:1 (1:0) |
| 20. August 2004 um 21:00 Uhr in Iraklio      |   |            |           |
| Mexiko                                       | – | Brasilien  | 0:5 (0:2) |
| 20. August 2004 um 21:00 Uhr in Volos        |   |            |           |
| Schweden                                     | – | Australien | 2:1 (2:0) |

### Halbfinale
|                                         |   |             |                      |
| 23. August 2004 um 18:00 Uhr in Iraklio |   |             |                      |
| Vereinigte Staaten                      | – | Deutschland | 2:1 n. V. (1:1, 1:0) |
| 23. August 2004 um 21:00 Uhr in Patras  |   |             |                      |
| Schweden                                | – | Brasilien   | 0:1 (0:0)            |

### Spiel um Bronze
|                                       |   |          |           |
| 26. August 2004 um 18:00 Uhr in Athen |   |          |           |
| Deutschland                           | – | Schweden | 1:0 (1:0) |

### Finale
| Paarung            | Vereinigte Staaten – Brasilien |
| Ergebnis           | 2:1 n. V. (1:1, 1:0) |
| Datum              | 26. August 2004 |
| Stadion            | Karaiskakis-Stadion, Athen |
| Zuschauer          | 10.416 |
| Schiedsrichterin   | Jenny Palmqvist ( Schweden) in der Verlängerung: Dianne Ferreira-James ( Guyana) |
| Tore               | 1:0 Lindsay Tarpley (39.), 1:1 Pretinha (73.), 2:1 Abby Wambach (112.) |
| Vereinigte Staaten | Briana Scurry – Christie Rampone, Lindsay Tarpley (91. Heather O’Reilly), Brandi Chastain (61. Cat Reddick), Shannon Boxx – Mia Hamm, Julie Foudy , Kristine Lilly, Joy Fawcett – Kate Markgraf, Abby Wambach Cheftrainerin: April Heinrichs |
| Brasilien          | Andreia – Monica, Tânia, Juliana , Formiga – Daniela, Pretinha, Rosana (111. Maycon), Elaine (88. Renata Costa) – Marta, Cristiane Cheftrainer: René Simões                                                                                  |
| Gelbe Karten       | keine – Formiga, Monica |

### Medaillenränge
| Rang                    | Medaillengewinnerinnen |
| ----------------------- | --- |
| Gold Vereinigte Staaten | Shannon Boxx, Brandi Chastain, Joy Fawcett, Julie Foudy, Lorrie Fair, Mia Hamm, Angela Hucles, Kristine Lilly, Kristin Luckenbill (TW), Kate Markgraf, Heather Mitts, Cindy Parlow, Christie Rampone, Cat Reddick, Heather O’Reilly, Tiffany Roberts, Briana Scurry (TW), Hope Solo (TW), Lindsay Tarpley, Aly Wagner, Abby Wambach, Cat Whitehill Trainerin: April Heinrichs                      |
| Silber Brasilien        | Aline, Andreia (TW), Cristiane, Daniela, Dayane, Elaine, Formiga, Grazielle, Juliana, Kelly, Maravilha (TW), Marta, Maycon, Monica, Pretinha, Renata Costa, Rosana, Roseli, Tânia Trainer: René Simões |
| Bronze Deutschland      | Nadine Angerer (TW), Isabell Bachor, Britta Carlson, Sonja Fuss, Kerstin Garefrekes, Sarah Günther, Ariane Hingst, Steffi Jones, Renate Lingor, Sandra Minnert, Anja Mittag, Martina Müller, Viola Odebrecht, Navina Omilade, Conny Pohlers, Birgit Prinz, Silke Rottenberg (TW), Kerstin Stegemann, Alexandra Schwald (TW), Sandra Smisek, Petra Wimbersky, Pia Wunderlich Trainerin: Tina Theune |

### Schiedsrichterinnen
Hauptschiedsrichterinnen:
- Krystyna Szokolai (2 Spiele)
- Silvia de Oliveira (2 Spiele)
- Christine Frai (2 Spiele)
- Dianne Ferreira-James (2 Spiele)
- Bentla D’Coth (2 Spiele)
- Floarea Cristina Ionescu (2 Spiele)
- Jenny Palmqvist (2 Spiele)
- Fatou Gaye (2 Spiele)
- Dagmar Damková (2 Spiele)
- Kari Seitz (2 Spiele)

Schiedsrichterassistentinnen:
- Airlie Keen
- Jacqueline Leleu
- Tempa Ndah
- Aracely Castro
- Ana Paula Oliveira
- Liu Hongjuan
- Andi Regan
- Emilia Parviainen
- Nelly Viennot
- Shiho Ayukai
- Denise Robinson
- Mariette Bantsimba
- Jackeline Sáez Blanquice
- María Isabel Tovar
- Katarzyna Nadolska
- María Luisa Villa Gutiérrez

### Beste Torschützinnen
| Rang | Spieler         | Tore |
| ---- | --------------- | ---- |
| 1    | Cristiane       | 5    |
|      | Birgit Prinz    | 5    |
| 3    | Abby Wambach    | 4    |
| 4    | Pretinha        | 3    |
|      | Marta           | 3    |
|      | Kristine Lilly  | 3    |
| 7    | Renate Lingor   | 2    |
|      | Conny Pohlers   | 2    |
|      | Formiga         | 2    |
|      | Mia Hamm        | 2    |
|      | Mercy Akide     | 2    |
| 12   | Martina Müller  | 1    |
|      | Pia Wunderlich  | 1    |
|      | Isabell Bachor  | 1    |
|      | Petra Wimbersky | 1    |
|      | Steffi Jones    | 1    |